# Józef Firla
Józef Firla (ur. 1 października 1866 w Suchej Górnej, zm. 21 marca 1911 tamże) – ksiądz, pisarz ludowy, etnograf.

## Życiorys
Urodził się 1 października 1866 w Suchej Górnej jako syn rolnika miejscowego Józefa i Barbary z Szewczyków, pochodzącej z Pietwałdu. Rozpoczął nauki gimnazjalne w placówce w Cieszynie, a zakończył w gimnazjum św. Jacka w Krakowie. 
Następnie rozpoczął studia teologiczne w Ołomuńcu, gdzie również przyjął święcenia kapłańskie dnia 5 lipca 1892. Gdy był wikariuszem, pracował w wielu parafiach Śląska Cieszyńskiego, początkowo w Czechowicach-Dziedzicach, następnie w Lutyni Dolnej, a później w Istebnej, gdzie w 1898 zachorował umysłowo. Nie wróciwszy do zdrowia, ostatnie lata swojego życia spędził w rodzinnej wsi, Suchej Górnej, u swojego brata Stanisława. Zmarł tam 21 marca 1911.